# アザプロパゾン
アザプロパゾン(Azapropazone)は、Goldshield社がRheumoxの商標名で製造する非ステロイド性抗炎症薬である。
禁忌や副作用があるため、イギリスでは処方箋が必要な薬である。イギリスの英国国民医薬品集(British National Formulary)では、掲載が中止されている。
アザプロパゾンの半減期は、ヒトでは約20時間であり、あまり代謝されない。